# Lycaena suldensis
Lycaena suldensis är en fjärilsart som beskrevs av Tutt 1906. Lycaena suldensis ingår i släktet Lycaena och familjen juvelvingar. Inga underarter finns listade i Catalogue of Life.